# Pál Hunfalvy

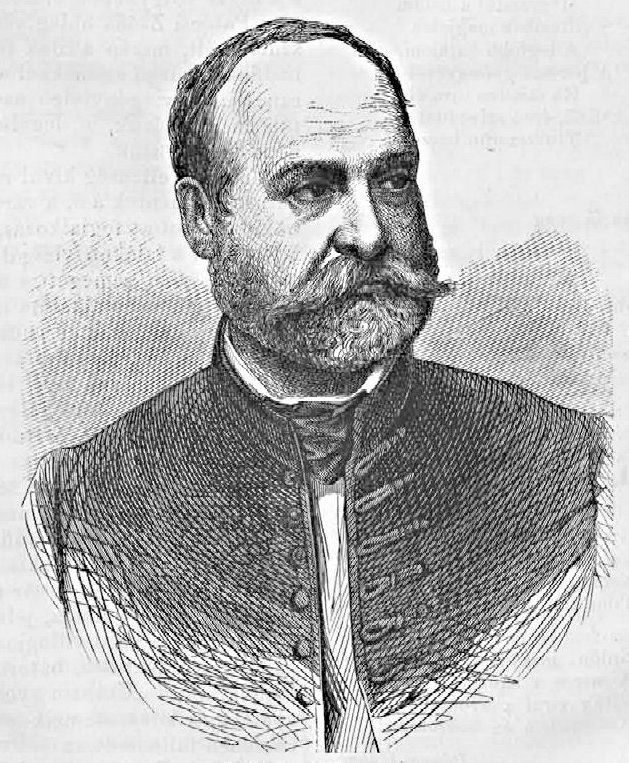
Pál Hunfalvy (1862)

Pál Hunfalvy, född 12 mars 1810 i Nagyszalók, död 30 november 1891 i Budapest, var en ungersk språkforskare och etnograf. Han var bror till János Hunfalvy.
Hufalvy blev 1842 lärare i juridik vid det protestantiska kollegiet i Késmárk men levde från 1848 som privatman i Budapest. Hunfalvys språkvetenskapliga verksamhet sammanhänger nära med Antal Regulys. På grundval av dennes samlingar gav Hunfalvy i A vogul föld és nép (1864) den första utförlaga framställningen av magyarernas språkliga och etnografiska ställning bland de finsk-ugriska folken. Som den spirande ungerska språkforskningens organisator framträdde Hunfalvy genom grundandet av tidskriften Magyar nyelvészet (1856-1861) och Nyelvtudományi közlemények (1862-). Hunfalvys stora, länge inom ungersk etnografi viktiga arbete Magyarország ethnographiája (1876) är till en del präglat av Hunfalvys starka ungerska nationalism, så ännu mera hans senare arbeten, såsom Der Ursprung der Rumänen (1888).